# Gaston Browne
Gaston Browne, född 9 februari 1967, är sedan 13 juni 2014 Antigua och Barbudas premiärminister.